# اعدام صدام حسین
صدام حسین رئیس‌جمهور سابق عراق (۸ اردیبهشت ۱۳۱۶–۹ دی ۱۳۸۵) پس از آن‌که توسط محکمه عالی کیفری عراق به اتهام جنایت علیه بشریت از جمله کشتار ۱۴۸ تن از مردم دجیل در سال ۱۳۶۱ مجرم شناخته شد، در ساعت ۶:۰۷ به وقت محلی (۳:۰۷ UTC) در تاریخ ۹ دی ۱۳۸۵ (۳۰ دسامبر ۲۰۰۶) به دار آویخته شد.
صدام حسین از سال ۱۳۵۸ تا ۱۳۸۲ (۱۹۷۹ تا ۲۰۰۳) که نیروهای ائتلاف بین‌الملی به رهبری آمریکا به عراق حمله کردند رئیس‌جمهور عراق بود.

## پیش از اعدام
پس از صدور حکم اعدام، صدام از دادگاه درخواست می‌کند که به‌جای دار زدن، به روش تیرباران اعدام شود. او اظهار داشت روش قانونی و نظامی اعدام برای سربازان و فرماندهان آن‌ها تیرباران است. دادگاه این درخواست صدام را رد کرد. دو روز پیش از اعدام صدام، نامه‌ای به نوشتهٔ او توسط وبسایت حزب بعث - منطقه عراق، منتشر شد. او در این نامه، مردم عراق را دعوت به اتحاد کرده بود.

## زمان و مکان اعدام
صدام حدوداً در ساعت ۶ بامداد به وقت محلی در تاریخ ۹ دی ۱۳۸۵ (۳۰ دسامبر ۲۰۰۶) در صبح روز عید قربان به دار آویخته شد.
مراسم اعدام در اردوگاه عدالت در شهر کاظمین در شمال عراق برگزار شد. این مرکز سابقاً محل حضور سران اطلاعات نظامی بود. این اردوگاه بعدها با نام اردوگاه بانزای شناخته می‌شد که در آن شهروندان عراقی زیادی توسط مأموران صدام شکنجه و کشته شدند.
برخلاف گزارش‌های اولیه، صدام به تنهایی و در غیاب دو وزیر خود به نام‌های برزان تکریتی و عواد البندر اعدام شد. این دو نفر پس از عید قربان اعدام شدند. علی حسن المجید نیز، در سال ۲۰۰۷ محاکمه و در ۲۵ ژانویه ۲۰۱۰، اعدام شد

## مراسم اعدام
آخرین اقدام قانونی پیش از اعدام صدام حسین دادن کارت قرمز به وی بود. این کار توسط یکی از مقامات دادگاه انجام شد و به معنای آن بود که اعدام وی حتمی است. بر اساس گفته‌های یکی از شاهدان، صدام پیش از اعدام «بسیار آرام بود و نمی‌لرزید». با این‌حال برخی گزارش‌ها مبنی بر این است که درگیری کوچکی هنگام خارج کردن وی از سلول اتفاق افتاد. موفق الربیعی، مشاور شورای امنیت ملی عراق که شاهد مراسم اعدام بود به العربیه گفت:
«صدام حاضر نشد که نقاب مخصوص اعدام را به سر کند». الربیعی افزود «صدام تا آخر قوی ماند. برخی دوست دارند بگویم که او داشت از حال می‌رفت یا این‌که تحت تأثیر دارو بود، اما حقیقت را برای تاریخ باید گفت، صدام تا آخر قوی ماند و هیچ نشانه‌ای از ترس در او ندیدم»
هیچ مقام آمریکایی در محل اعدام وی حضور نداشت. گفته می‌شود که رفتار صدام «مطیعانه» بوده‌است. در هنگام اعدام همچنان همان قرآنی را که در تمام طول محاکمات در دست داشت به همراه خود آورده بود. موفق الربیعی، می‌گوید:
"صدام در محل اعدام، بارها فریاد زد: مرگ بر اشغال‌گران!"
ربیعی همچنین اظهار داشت از صدام پرسیدم که آیا وحشت‌زده یا پشیمان هستی؟ وی پاسخ داد:
«خیر. من یک مبارز هستم و از هیج چیز ترسی ندارم. من تمام عمر خود را مشغول جهاد و مبارزه با اشغال بوده‌ام. کسی که قدم در این راه گذاشته، از هیچ چیز نمی‌ترسد.»
سامی العسکری که یکی از شاهدان مرگ صدام بود گفت: «پیش از آن‌که طناب به گردن صدام انداخته شود او فریاد الله اکبر سر داد و ادامه داد: ملت پیروز است و فلسطین عربی است». سپس صدام صلوات فرستاد و گفت: «درود بر محمد و پیروان او» که ناگهان چند نگهبان در اشاره به مقتدی صدر، فریاد زدند: «زنده‌باد مقتدا» صدام با تمسخر، واژهٔ مقتدا را تکرار کرد و با لحنی سرزنش‌آمیز به آن‌ها گفت:
"شما این کار خود را شجاعت می‌دانید؟"
فیلمی که توسط شبکهٔ الجزیره به دست آمده بود، نشان داد که یکی از حاضران فریاد می‌زند:
برو به جهنم!

صدام در پاسخ می‌گوید: 
جهنمی همچون عراق؟
در این هنگام، نمایندهٔ دادستان به آن‌ها تذکر می‌دهد: «آقایان تمامش کنید. او در حال اعدام است.»
سپس صدام لفظ شهادتین را بر زبان آورد و پیش از پایان آن، سکوی زیر پای او باز شد و او به‌سرعت جان باخت. در فیلم منتشر شده، صدای شکسته شدن گردن صدام، قابل شنیدن است. جسد صدام پس از دقایقی کوتاه، پایین آورده شد و بعد از بررسی توسط پزشک، مرگ وی در ساعت ۶:۰۳ تأیید شد و جسد وی در تابوت قرار داده شد.
خلیل الدلیمی رئیس تیم وکلای صدام حسین در مصاحبه با برنامه الذاکرة السیاسیة (حافظه سیاسی) که در ۱۹ خرداد ۱۴۰۲ از شبکه العربیه پخش شد مدعی گردید که دو افسر اطلاعاتی ایرانی در مراسم اعدام صدام حاضر بودند و عمداً فارسی حرف می‌زدند تا ثابت کنند «این ما ایرانی‌ها بودیم که تو را محاکمه کردیم... و این مجازات جنگ هشت ساله است». او در ادامه احتمال داد که هدف دیگر آن‌ها از حضور در این مراسم اطمینان یافتن از هویت واقعی صدام هنگام اعدام بوده است.

## پوشش خبری
فیلم تلویزیونی آماده کردن صدام برای اعدام ابتدا از طریق تلویزیون عراق و سپس در سراسر جهان پخش شد. در فیلم پخش شده تنها لحظات پیش از انداختن طناب به گردن وی نشان داده شد. اما چند ساعت بعد تصاویر جسد صدام که در کفن پیچیده شده بود توسط دولت عراق و به منظور اثبات مرگ وی انتشار یافت. البته در خبرها آمده که فیلم به صورت HDTV ضبط شده‌است.
سی‌ان‌ان گزارش داد که پس از اعدام صدام، مردم اقدام به برگزاری جشن در مکان اعدام وی کردند و گروهی به دور جسد وی به رقص و پایکوبی پرداختند.
نخست‌وزیر عراق دو روز پس از اعدام صدام دستور داد شخصی که در آخرین دقایق زندگی صدام با وی جر و بحث کرده و شخصی که توسط تلفن همراه خود از وقایع فیلم‌برداری کرده‌است شناسایی شوند. یکی از شاهدان اعدام ادعا کرد که با اینکه همهٔ شاهدان پیش از پرواز هلیکوپتر حامل خودشان جستجو شدند ولی وی شاهد این بوده‌است که دو تن از آنها که از اعضای والارتبهٔ حکومتی هم بودند دو گوشی تلفن همراه در اختیار داشتند.

## خاک‌سپاری
رغد حسین، بزرگ‌ترین دختر صدام که به اردن پناهنده شده بود، درخواست کرد تا جسد وی را به کشور یمن انتقال داده و دفن کنند تا سپس در صورت به گفتهٔ خودشان «آزاد شدن عراق» به این کشور برگردانده شود. جنازهٔ صدام در روز ۳۱ دسامبر ۲۰۰۶، با یک بالگرد نظامی نیروهای آمریکایی برای تدفین به زادگاه او، عوجه در تکریت فرستاده شد.
جسد وی سپس به رئیس عشیرهٔ ابوناصر و استاندار استان صلاح‌الدین تحویل داده شد. خانوادهٔ صدام درخواست داشتند که برای رعایت مسائل امنیتی، جسد در الرمادی دفن شود. این درخواست نیز پذیرفته نشد و جسد صدام حسین در ۳ کیلومتری محل دفن خانواده و پسران خود، قصی و عدی و در مکانی دارای یک گنبد که به دستور او در دهه ۱۹۸۰ برای انجام مراسم مذهبی ساخته شده بود، به خاک سپرده شد.
با هجوم داعش به عراق، طی درگیری‌ها بین تروریست های داعش و نیروهای امنیتی عراق، مقبرهٔ صدام ویران شد. گفته می‌شود جسد وی پیش از ویرانی مقبره، توسط افرادی از یک طایفهٔ سنی، نبش قبر شده و به مکانی نامعلوم منتقل شده‌است.

## واکنش‌ها
واکنش‌ها نسبت به اعدام صدام گوناگون بودند. بسیاری از افراد که اکثراً آسیب‌هایی از نظام دیکتاتوری صدام دیده بودند به شدت از اعدام وی حمایت کردند. برخی از این قربانیان نیز خواستار آن بودند که صدام برای دیگر جنایتهایش که موجب مرگ افراد بسیار بیشتری (نسبت به مقدار مذکور در پرونده) شده محاکمه و مجازات شود. گروهی بر این باور بودند که اعدام صدام باعث افزایش روحیه مردم خواهد شد اما در مقابل کسانی هم فکر می‌کردند که این کار موحب افزایش خشونت‌ها خواهد گردید. در جامعهٔ بین‌المللی افراد زیادی از اجرای عدالت در مورد صدام حمایت کردند ولی نسبت به مجازات اعدام که هم‌اکنون در اتحادیه اروپا، آمریکای شمالی و جنوبی و استرالیا ممنوع است اظهار نارضایتی کردند. مدافعان صدام هم اعدام وی را ناعادلانه خواندند.
سخنگوی دختران صدام گفت: «از این‌که پدرمان با شجاعت با اعدام‌کنندگانش برخورد کرد به خود می‌بالیم».
پس از اعدام صدام حسین، حماس و هواداران آن، این اعدام را محکوم کرده و برای او در شهرهای فلسطین «خیمه عزا» به پا کردند.
فوزی برهوم سخنگوی حماس، صدام حسین، رئیس‌جمهوری وقت عراق را به عنوان حامی برای ملت فلسطین می‌داند. بعضی افراد وابسته به حماس نیز در اظهارنظرهایشان از مرگ صدام تحت عنوان «شهادت» یاد کردند.
لیبی در حمایت از صدام و به مناسبت مرگ او، سه روز عزای عمومی اعلام کرد. سه روز در لیبی عزای عمومی اعلام شد و تمام پرچم‌ها، نیمه‌افراشته شدند؛ همچنین تمام جشن‌ها از جمله جشن عید (قربان) به عنوان عزای عمومی برای صدام که او را اسیر جنگی می‌دانستند لغو شد. همچنین واتیکان اعدام صدام را خبر حزن‌انگیز خواند
خبرگزاری رویتر از افغانستان گزارش داد که یکی از فرماندهان ارشد طالبان گفت: «اعدام صدام باعث تقویت روحیهٔ مسلمانان خواهد شد. جهاد در عراق شدیدتر خواهد شد و حمله به اشغال‌کنندگان افزایش خواهد یافت».
در کنار تمامی جشن‌های مردم، نیروهای آمریکایی آمادهٔ حملات انتقام‌جویانهٔ طرفداران صدام شدند. جرج دابلیو بوش اعلامیه‌ای در خصوص اعدام صدام حسین منتشر کرد و اظهار داشت که مرگ وی باعث پایان خشونت‌ها نخواهد شد. او همچنین گفت: «صدام پس از محاکمه‌ای عادلانه اعدام شد - همان نوع محاکمه‌ای که وی از قربانیان رژیم سفاک خود دریغ می‌داشت».
پلیس تکریت هر گونه ورود و خروج به شهر را تا چهار روز ممنوع اعلام کرد.
در آمریکا نیز جشن‌هایی برای اعدام صدام برگزار شد که مهم‌ترین آنها در شهر دیربورن ایالت میشیگان که محل سکونت جمعیت زیادی از شیعیان عراقی آمریکایی است انجام شد و در لس آنجلس گروه اپوزیسیون جمهوری اسلامی، حزب مرزپرگهر نیز از سوی ایرانیان جشنی به مناسبت اعدام صدام حسین در کافه زینیو در یوتیوب برگزار کرد.

### واکنش‌های داخلی

#### دولتمردان
نوری المالکی، نخست‌وزیر عراق گفت: «عدالت به نام مردم و در حق صدام مجرم اجرا شد تا سرنوشت او مانند سرنوشت همهٔ ستمگران باشد و ترسان و لرزان در روزی سخت شاهد چیزی باشد که اصلاً انتظارش را نداشت.» او همچنین گفت: «سرزمین بخشنده و پاک شما برای همیشه از لوث وجود یک دیکتاتور پاک شد و صفحه‌ای سیاه از تاریخ عراق ورق خورد و ستمگر مُرد». او در ادامه به این نکته اشاره کرد که صدام حسین نمایندهٔ هیچ‌کدام از گروه‌ها و مذاهب مردم عراق نبوده و نیست.
حسین شهرستانی وزیر نفت عراق گفت: «[عراقی‌ها] در انتظار اجرای عدالت بودند و من فکر می‌کنم امروز آنها خبری را دریافت کردند که سال‌ها منتظرش بودند».
یکی از سیاست‌مدران سنی عراق به نام خلف العلیان گفت: «اعدام صدام حسین جنایتی بزرگ بود. صدام حسین زندانی جنگی بود و دستگیری وی توسط نیروهای آمریکایی انجام شده بود و نه به دست دولت عراق. این جنایتی است که آنها می‌خواستند توسط آن روی بسیاری از چیزها پوشش بگذارند».
عدنان پاچه‌چی گفت: «فکر نمی‌کنم وضعیت فرق زیادی کرده باشد زیرا اوضاع به حدی نابسامان شده که هر نوع اقدام مؤثری باید برای مقابله با شبه‌نظامیان اتخاذ شود و نظم و قانون برقرار شوند. هر چند ممکن است وی طرفدارانی در عراق داشته باشد که بعضی از آنها مسلّح بوده و دست به اعمال خشونت‌آمیز بزنند ولی صراحتاً باید بگویم که این اعدام تغییری در اوضاع ایجاد نخواهد کرد».

#### مردم
شیعیان عراق و کردهای عراق اعدام صدام را در حالی جشن گرفتند که برخی از شهرهای سنی‌نشین شاهد اعتراض مردم بود. در شهرک صدر بصره و شهر نجف مردم در خیابان‌ها به پایکوبی پرداخته و با شادمانی بوق‌های ماشین‌هایشان را به صدا درمی‌آوردند. در عین حال تکریت، سامرا و رمادی شاهد اعتراض مردم بود.
مردم عراق واکنش‌های احساسی متفاوتی داشتند. شهروندی عراقی به نام جواد عبدالعزیز که پدر، سه برادر و ۲۲ پسرعموی خود را به خاطر صدام از دست داده‌است گفت: «اکنون او در زباله‌دان تاریخ است». علی حمزه استاد دانشگاه در شهر شیعه‌نشین دیوانیه گفت: «اکنون همهٔ خانواده‌های قربانیان خوشحال هستند زیرا صدام به جزایش رسید». برخی از مردم از رفتن صدام خشنود بودند ولی نمی‌توانستند نگرانی‌هایشان را از ادامهٔ ناآرامی‌ها در عراق پنهان کنند. حیدر حامد مغازه‌دار ۳۴ ساله شیعه ساکن بغداد که عموی خود را به خاطر صدام از دست داده گفت: «او رفته ولی مشکلات ما ادامه دارد. ما پس از صدام برای خودمان مشکل ایجاد کردیم زیرا سنی با شیعه و شیعه با سنی سر جنگ افتادند».
دیگران ناراحت بوده و صدام را یک شهید می‌دانستند. شیخ یحیی العتاوی روحانی یک مسجد گفت: «رئیس‌جمهور و رهبر ما شهید است و خدا وی را در کنار دیگر شهدا قرار خواهد داد. ناراحت نباشید و ناله نکنید زیرا او همچون جنگجویی مقدس کشته شد». در سامرا اعتراضاتی به وجود آمد که در آنها سنی‌ها به حرم امام حسن عسکری ریخته و در زندان پادوش موصل شورش به وقوع پیوست.
چند ساعت پس از اعدام صدام بمبی که در یک ماشین کار گذاشته شده بود، باعث مرگ ۳۰ نفر در بازاری واقع در شهر شیعه‌نشین کوفه در جنوب عراق شد. بمب دیگری در یکی از بازارهای شلوغ بغداد ۳۶ نفر را کشت. هنوز احتمال ارتباط این بمب‌گذاری‌ها با اعدام صدام قطعی نشده‌است.

### واکنش‌های بین‌المللی

#### سران کشورها
ایران نسبت به اعدام صدام اظهار خرسندی کرد ولی نگرانی خود را نسبت به وضعیت رسیدگی به پروندهٔ صدام و جنایت‌های او علیه ایران اعلام کرد. سخنگوی وزارت خارجه جمهوری اسلامی ایران گفت: «ما همچنان خواستار رسیدگی به اتهامات رژیم صدام علیه ایران و دیگر کشورهای منطقه هستیم».
کویت نیز از معدود کشورهایی بود که از اعدام صدام استقبال کردند. جابر المبارک الصباح معاون اول نخست‌وزیر و وزیر کشور و دفاع کویت با ابراز خرسندی از اجرای حکم اعدام صدام، آن را قصاص عادلانه‌ای برای وی دانست و افزود: «صدام دشمن ملت عراق و ملت‌های عرب و مسلمان بود».
برخی از کشورها همچون انگلستان، استرالیا و فرانسه اعلام کردند که از حکم اعدام دفاع نمی‌کنند ولی نسبت به تصمیم دادگاه احترام می‌گذارند.
ایتالیا، مالزی، اتحادیه اروپا، پاکستان، واتیکان، لیبی، آلمان و کشورهای دیگر از اعدام صدام حمایت نکردند یا آن را موجب بی‌ثبات‌سازی اوضاع منطقه دانستند. هند در پاسخی محتاطانه نسبت به اعدام صدام حسین رئیس‌جمهور سابق عراق، اعلام کرد که نسبت به این واقعهٔ «تأسف‌بار» «مأیوس» شده ولی احزاب سیاسی و رهبران مسلمان هند به شدت اعدام «غیرقانونی» یک وطن‌دوست را نکوهش کردند.

#### سازمان‌های مستقل
- کمیساریای عالی حقوق بشر سازمان ملل متحد، کمیسر لوییز آربر: «همهٔ فرقه‌های جامعهٔ عراق به همراه تمامی اعضای جامعهٔ بین‌الملل علاقه دارند که حکم اعدامی که در قانون عراق وجود دارد تنها در ادامهٔ محاکمه و استینافی عادلانه، موثق و بی‌طرفانه صادر شود. این موضوع دربارهٔ پرونده‌ای استثنایی همچون این پرونده هم صدق می‌کند». اما یک عضو دیده‌بان حقوق بشر مدعی شده بود که جنایات صدام، تسریع در اعدامش را توجیه نمی‌کرد.[۳۸]
- رئیس سازمان دیدبان حقوق بشر - ریچارد دیکر: «صدام حسین مرتکب تخلفات بی‌شماری از حقوق بشر بود ولی این مسئله توجیه‌کنندهٔ دادن حکم اعدام به وی که مجازاتی ستمگرانه و غیرانسانی است نمی‌باشد.» «تاریخ دربارهٔ محاکمهٔ خدشه‌دار وی در مورد ماجرای دجیل و اعدام وی قضاوت خواهد کرد».
- حزب مجتمع دموکراتیک طرفدار کردها درترکیه اعدام صدام را محکوم کرد. این حزب در بیانیه‌ای جداگانه اعلام کرده بود با وجودی که کردها بیشتر از دیگران در دوران حکومت صدام متحمل رنج شدند، اما صدام نباید اعدام می‌شد.[۳۸]

## ابهامات اعدام صدام حسین
بعد از اعدام صدام حسین مکرراً از طرف افراد مختلفی در مورد اینکه فردی که اعدام شد خود صدام حسین رئیس‌جمهور عراق بوده‌است یا نه اظهار نظرهایی انجام گرفت. اگر چه نباید این احتمال را دست کم گرفت.